# بخش گرین (شهرستان آدامز، اوهایو)
بخش گرین (به انگلیسی: Green Township) یک منطقهٔ مسکونی در ایالات متحده آمریکا است که در شهرستان آدامز، اوهایو واقع شده‌است.
 بخش گرین ۱۴۳٫۸ کیلومتر مربع مساحت و ۶۵۱ نفر جمعیت دارد و ۲۴۱ متر بالاتر از سطح دریا واقع شده‌است.